# Niedere Scheinbeere
Die Niedere Scheinbeere (Gaultheria procumbens), auch Wintergrün, Niedere Rebhuhnbeere. Niedere Scheinbeere oder (Rote) Teppichbeere genannt, ist eine Pflanzenart aus der Gattung der Scheinbeeren (Gaultheria) in der Familie der Heidekrautgewächse (Ericaceae).

## Merkmale
Die Niedere Scheinbeere ist ein immergrüner Zwergstrauch, der unterirdische Ausläufer bildet und Wuchshöhen bis 15 Zentimeter erreicht. Die Blätter haben keine Stachelspitze und sind vorne mehr oder weniger stark abgerundet, verkehrteiförmig bis elliptisch, am Rand schwach gesägt und oft zu wenigen am Ende des Stängels gehäuft. Sie messen 20 bis 50 × 10 bis 30 Millimeter. Die Blüten sind zwittrig, einzeln und blattachselständig. Die Krone ist weiß (bis rosa), krugförmig und 5 bis 10 Millimeter lang. Die Früchte sind beerenähnlich, rot und haben einen Durchmesser von 8 bis 15 Millimetern.
Blütezeit ist von Juli bis August.
Die Chromosomenzahl beträgt 2n = 22 oder 44.

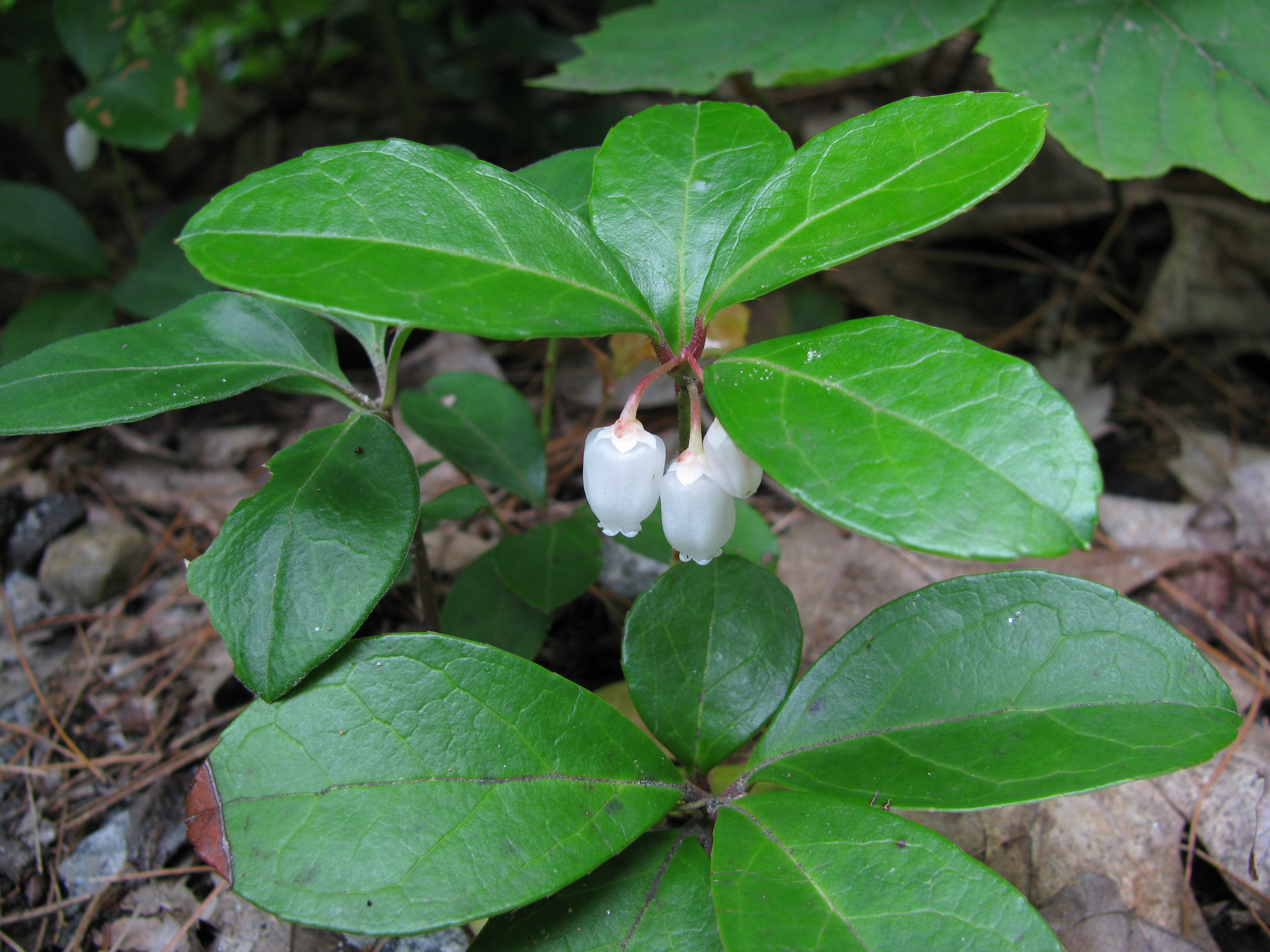
Niedere Scheinbeere (Gaultheria procumbens)

## Verbreitung und Standort
Die Niedere Scheinbeere kommt im östlichen Nordamerika in Wäldern vor. Ihr Verbreitungsgebiet reicht nördlich bis zur kanadischen Provinz Neufundland und Labrador, südlich bis zu den US-Bundesstaaten Alabama, Georgia und South Carolina. Sie kommt unbeständig verwildert in den Niederlanden und in Bayern vor.
Der Boden sollte sauer bis schwach sauer und humusreich sein, der Standort halbschattig oder bei ausreichender Feuchtigkeit sonnig. Die Niedere Scheinbeere ist absolut frosthart und verträgt gleichermaßen Wurzeldruck und Konkurrenz größerer Bäume. Sie ist jedoch kalkfliehend und reagiert empfindlich auf längere Trockenphasen.

## Nutzung
Die Niedere Scheinbeere wird selten als bodendeckende, fruchtzierende Zierpflanze in Moorbeeten genutzt. In Nordamerika findet sie als Tee-Pflanze Verwendung, die Früchte wurden in Kuchen verarbeitet. Es ist eine geschmacksgebende Zutat in Root Beer (Blätter und Früchte). Die Art ist seit spätestens 1762 in Kultur. 

## Inhaltsstoffe
Aus den Blättern kann das sogenannte Wintergreen Oil gewonnen werden. Durch Mazeration in warmem Wasser wird das enthaltene Monotropitosid in Salicylsäuremethylester umgewandelt und anschließend durch Wasserdampfdestillation isoliert. Der Ertrag liegt bei etwa 0,5 % bis 0,8 % mit einem Salicylsäuremethylester-Anteil von über 98 %. Außerdem enthält das Öl weitere Bestandteile (Alpha-Pinen, Myrcen, Delta-3-Caren, Limonen, 3,7-Guaiadien, Delta-Cadinen) in geringen Mengen.
Das Aroma dieses Öls wird in Nordamerika vielfach verwendet: Kaugummis, Süßigkeiten, andere Lebensmittel, Zahnpasta und aseptische Mundspülung werden beispielsweise vielfach in dieser Geschmacksrichtung angeboten, wenngleich heute oft synthetischer Salicylsäuremethylester eingesetzt wird. Außerdem findet die Droge bei der Aromatisierung von Schnupftabak und Kautabak Verwendung.
Schon die Indianer Nordamerikas verwendeten die Niedere Scheinbeere medizinisch, zum Beispiel zur Behandlung von Rückenschmerzen, Rheuma, Fieber und Kopfschmerzen. Noch heute wird das Wintergreen Oil als schmerzstillend, adstringierend und durchblutungsfördernd angewendet, da es eine große chemische Nähe zum Aspirin (Acetylsalicylsäure) aufweist. Durch Überdosierung – ein Milliliter des Öls entspricht bis zu 1,8 Gramm Acetylsalicylsäure – ist es bereits mehrfach zu Todesfällen gekommen.
Im deutschsprachigen Raum ist die Nutzung des Geschmacks bzw. Geruchs fast ausschließlich dem Markt für Medizin-, Hygiene- und Reinigungsartikel vorbehalten. Neben Dental-Produkten oder Salben wird das Aroma auch mit Klosteinen und Mobiltoiletten in Verbindung gebracht, was häufig eine abgeneigte Einstellung zu Wintergreen-aromatisierten Lebensmitteln verursacht.